# Xiafan (köpinghuvudort i Kina, Jiangxi Sheng, lat 29,77, long 115,54)
Xiafan är en köpinghuvudort i Kina. Den ligger i provinsen Jiangxi, i den sydöstra delen av landet, omkring 120 kilometer norr om provinshuvudstaden Nanchang. Antalet invånare är 16 915. Befolkningen består av 8 020 kvinnor och 8 895 män. Barn under 15 år utgör 21,0 %, vuxna 15-64 år 71 %, och äldre över 65 år 7,0 %.
Runt Xiafan är det tätbefolkat, med 297 invånare per kvadratkilometer. Närmaste större samhälle är Wuxue, 9,3 km norr om Xiafan. I omgivningarna runt Xiafan växer huvudsakligen savannskog.
Genomsnittlig årsnederbörd är 2 073 millimeter. Den regnigaste månaden är maj, med i genomsnitt 328 mm nederbörd, och den torraste är januari, med 59 mm nederbörd.